# 巴伦廷·埃利萨尔德

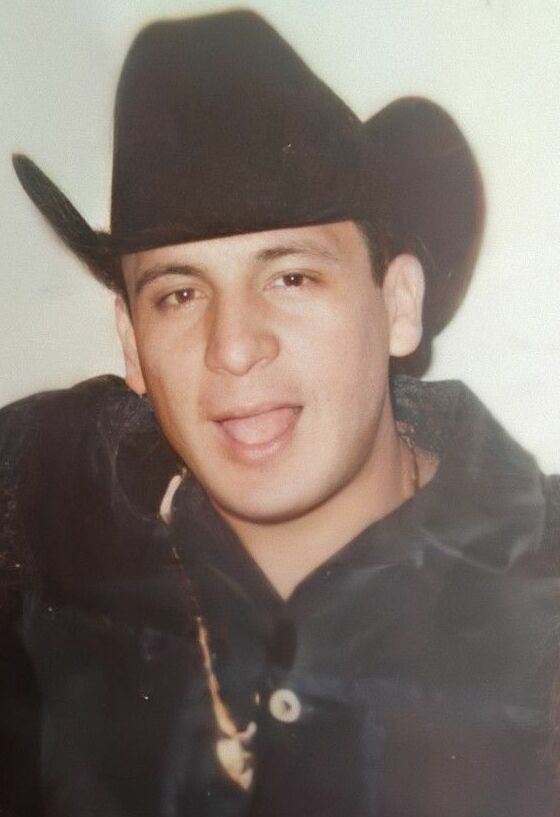
巴伦廷·埃利萨尔德

巴伦廷·埃利萨尔德·巴伦西亚（英語：Valentín Elizalde Valencia，發音：[balenˈtin eliˈsalde βaˈlensja]；1979年2月1日—2006年11月25日），墨西哥歌手，昵称“金公鸡”（西班牙語：El Gallo de Oro）。埃利萨尔德擅长利用班达风以及北部风格来演奏墨西哥本地音乐。

## 传记
巴伦廷·埃利萨尔德的职业生涯始于1998年6月24日，在圣胡安庆祝索诺拉州的BácameNuevo，获得了他的第一笔款项。 巴伦廷开始准备录制他的第一张专辑。并在索诺拉、哈利斯科州、锡那罗亚州和奇瓦瓦州得到了认可。

## 职业
埃利萨尔德不仅是歌手，还是一名作曲家。根据锡那罗亚的坦波拉（tambora）的传统，其中包括大量的歌曲和各种风格，其中包括narcocorrido。

## 谋杀事件
埃利萨尔德于2006年11月25日凌晨3:30左右，在塔毛利帕斯州雷诺萨的世博盛会的帕伦克（Palenque）上的演讲中被突击队暗杀。AK-47，AR-15以及9毫米左轮手枪是导致他当场死亡的原因，以及他的司机雷纳尔多·巴列斯特罗斯和他的代表马里奥·门多萨·格拉赫达、他的堂兄福斯托·塔诺·埃埃利萨尔德也因此受伤。他的葬礼是在他的出生地索诺拉希通韦卡的牧场上举行的，被葬在锡那罗亚（Sinaloa）的瓜萨韦（Guasave）市。